# 川龍

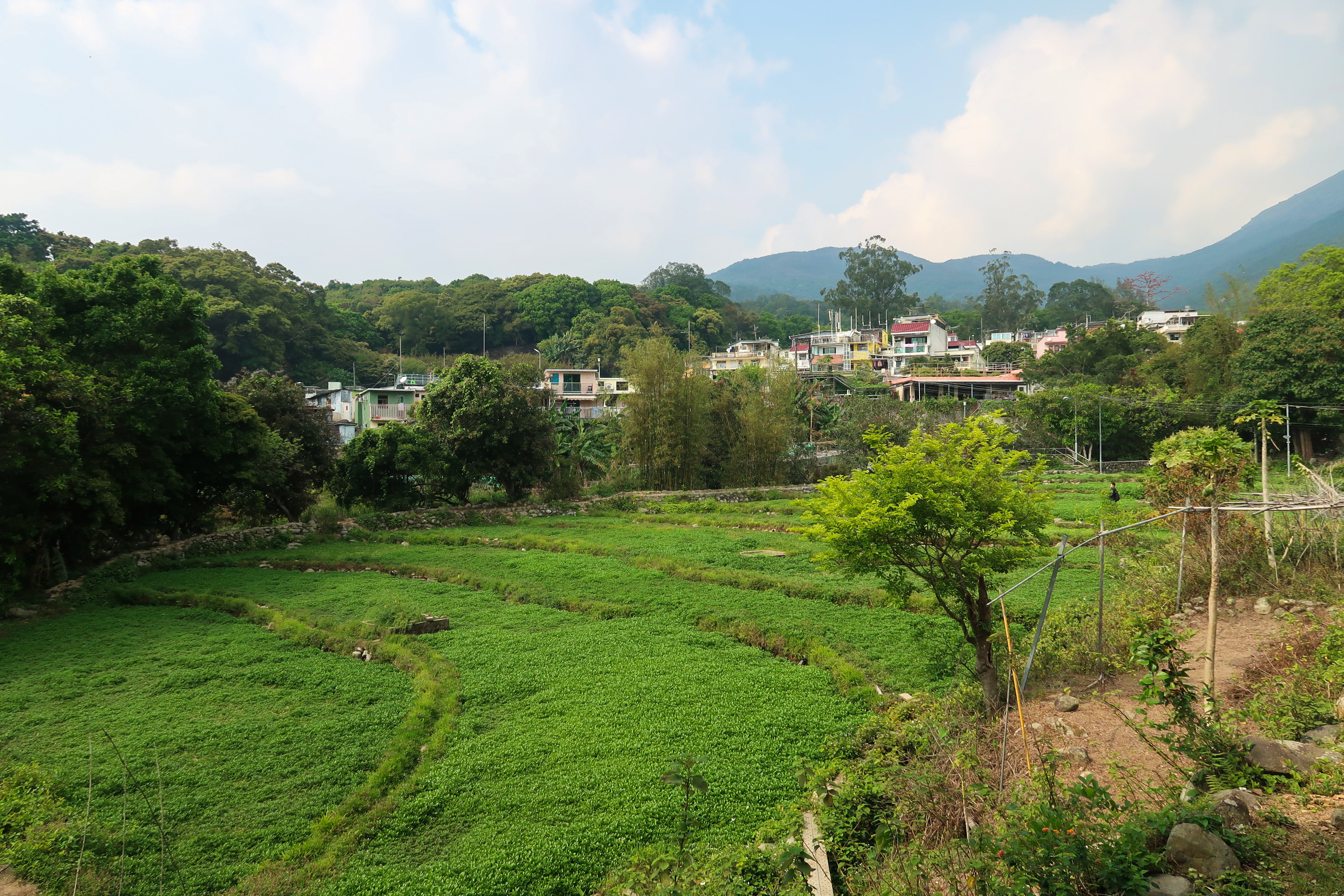
川龍的農田

川龍（英語：Chuen Lung），是香港荃灣區大帽山的一個地方，名字源於當地客家村落川龍村（英語：Chuen Lung Village或Chuen Lung Tsuen）。

## 歷史
位於大帽山腰，村內主要居住新界原居民曾氏，祖籍為廣東龍川縣（今五華縣以西），早於永樂年間（1403年至1424年）南遷至香港荃灣一帶（包括打磚坪）聚居，其後先祖大璋公擇居川龍立業。川龍曾氏村民於十九世紀末一次瘟疫後全村信奉天主教，並設有小聖堂，祠堂亦不再放置祖先神位。戰後川龍的小聖堂改為修女宿舍，至七十年代左右荒廢至今。八十年代開始曾氏村民恢復祭祖，每年重陽節後舉行秋祭。「曾氏家祠」現為政府指定三級歷史建築，受資助維修後，容許建築物作合理程度的開放讓公眾參觀。
十七世紀末到二十世紀初，由於香港的緯度跟雲南出產茶葉的地區相近，高山的氣候亦適合種植山茶，因此在船灣、大帽山城門一帶曾經出現大規模商業種植的茶樹園。歷史學家科大衛（David Faure）估計川龍村民早年曾以種茶為生，但1920年代後，茶園已經荒廢。戰後五十年代港英政府為免瘧疾傳播，禁止在市區如旺角一帶種植以水種為主的西洋菜。有新移居川龍的村民便嘗試在川龍一帶種植西洋菜。由於川龍的地理位置水源充沛，位於山上溫度適宜，因此六十年代開始成功種植優質西洋菜。現時仍有少量村民在川龍種植西洋菜。每逢中秋過後十一月左右就是西洋菜的收成季節，吸引不少食客一嚐本地新鮮西洋菜。相比其他已經失傳的新界菜種，川龍西洋菜種得以保留主要由於仍有農務活動。不過，農夫表示後繼無人，難以持續，川龍西洋菜有失傳的危機。

## 特色
川龍村以自助茶樓、山水豆腐花、川龍西洋菜著名。當地有不少珍貴蝴蝶品種出沒，更是罕見的苧麻珍蝶棲息處。附近有川龍家樂徑和響石墳場，三生酒廠亦位於川龍村內。
川龍村曾經獲多個飲食及本地旅遊節目拍攝和介紹，而村內更多次成為電影的拍攝場地，例如多年前黃秋生主演的《八仙飯店之人肉叉燒飽》電影內的飯店便是川龍的端記茶樓，另外由楊千嬅和古天樂主演的《五個小孩的校長》，亦是川龍村的貫文學校和端記茶樓作為拍攝地點。

## 交通
主要交通幹道
- 荃錦公路

九巴
| 九龍新界巴士路線 | 九龍新界巴士路線 | 九龍新界巴士路線 |
| 編號             | 終點站／途經主要地區 | 備註             |
| ---------------- | --- | ---------------- |
| 51               | 荃灣（如心廣場）、荃灣站、芙蓉山新村／竹林禪院、光板田村、寶雲匯／朗逸峯、曹公潭戶外康樂中心、川龍、大帽山郊野公園、石崗／石崗軍營、上村［循環線］ |                  |

專線小巴

## 資料來源
1. ↑  王玥晨. . 香港01. 2018-04-16  [2018-11-14]. （原始内容存档于2018-11-15）.
2. ↑  . 香港商報. 2018-04-22  [2018-11-14]. （原始内容存档于2018-11-14）.
3. ↑  李浩暉.  (PDF).   [2018-11-14]. （原始内容存档 (PDF)于2019-10-15）.
4. ↑  文物保育專員辦事處. .   [2021-10-01]. （原始内容存档于2022-06-20）.
5. ↑  David Faure. . Journal of the Hong Kong Branch of the Royal Asiatic Society. 1984, 24: 58.
6. ↑  葉靈鳳. . 廣州: 花城出版社. 1999: 第366頁.
7. ↑  李定. . 香港. 1980: 第14頁.
8. ↑  . 《就係香港》. 2021, 香港街道演義 (秋): 第222–225頁.